# Communauté de communes de la Vallée de l’Échelle

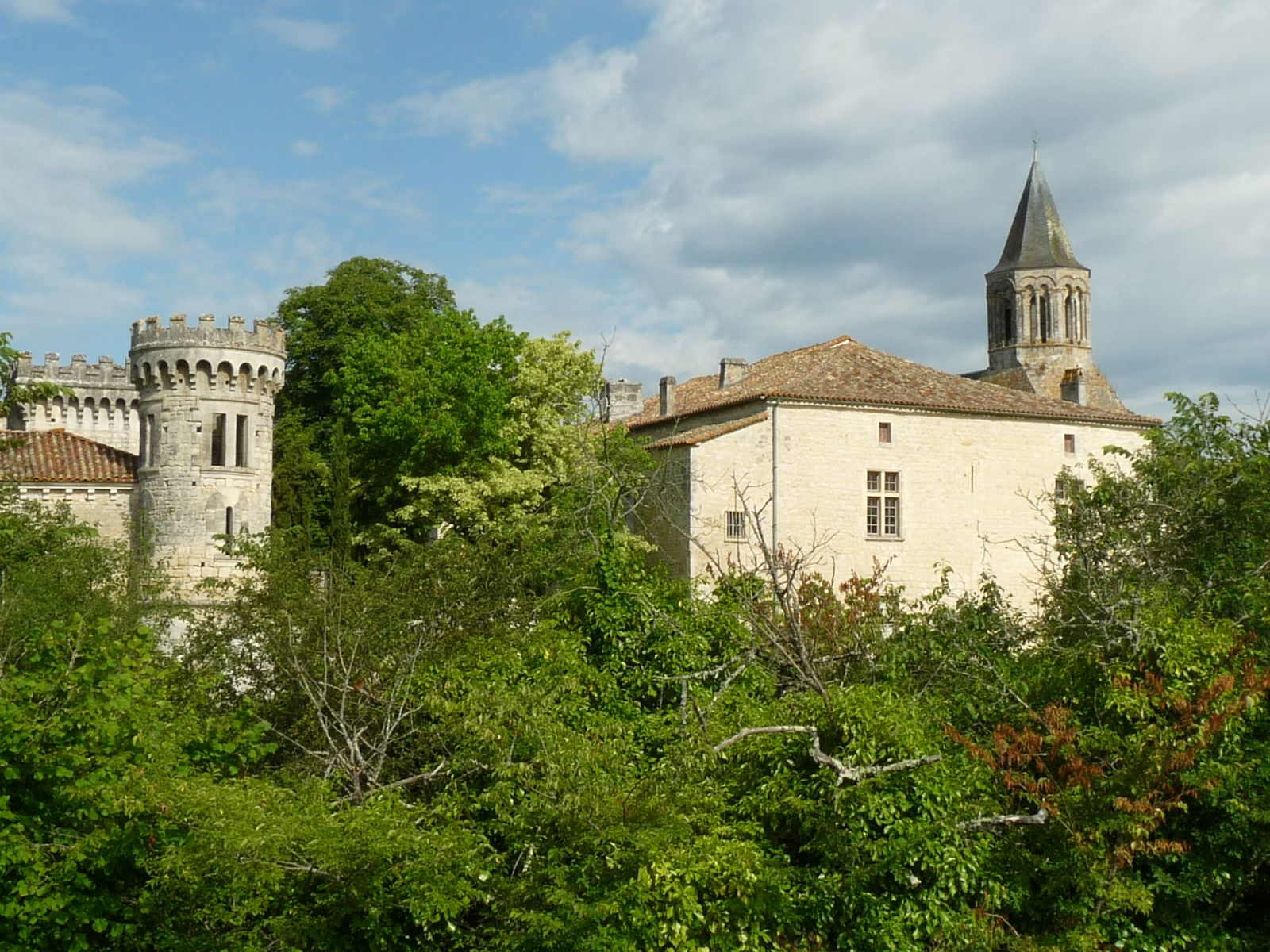
Torsac – Ortsbild mit Schloss und Kirche

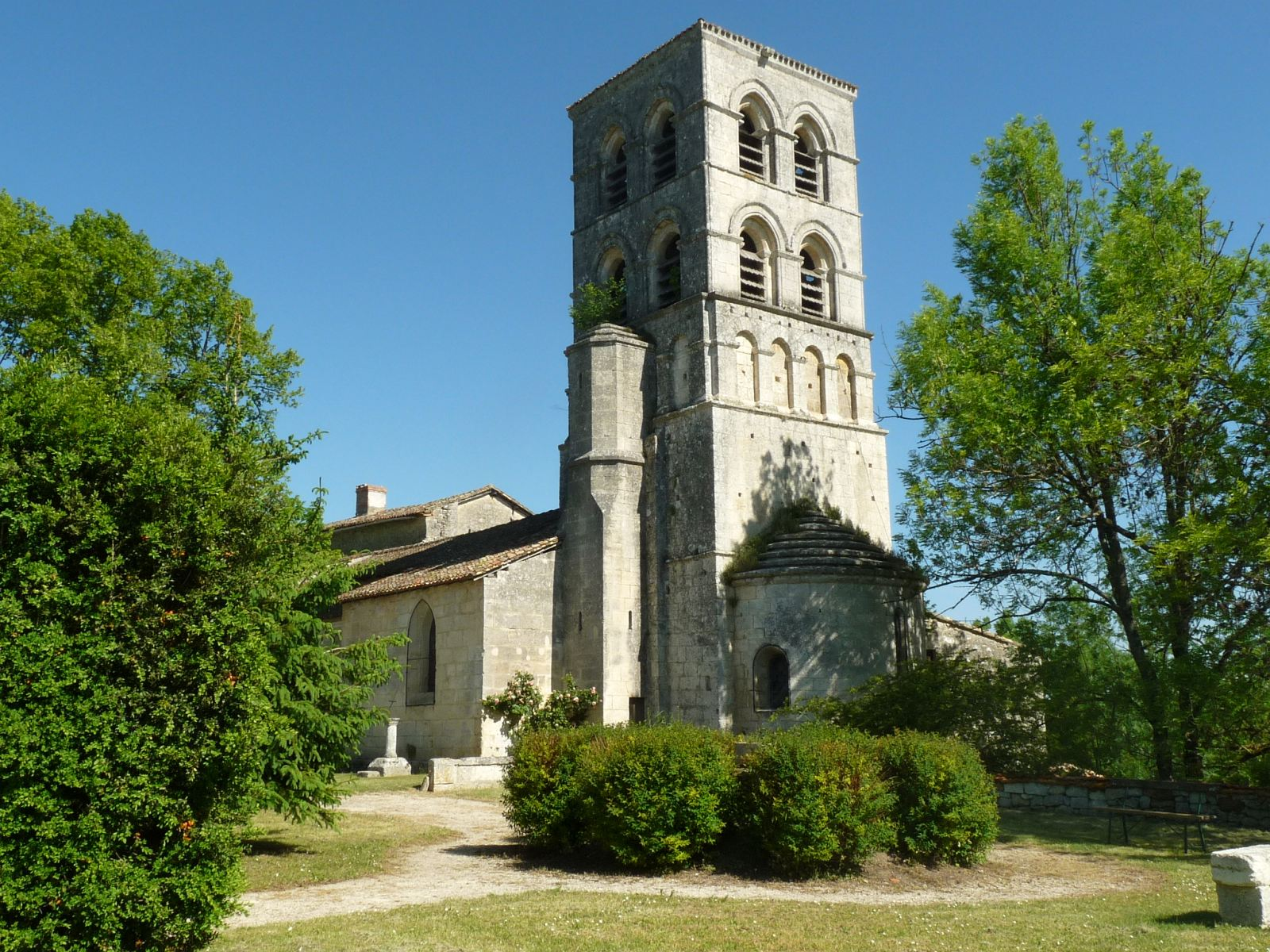
Sers – Église Saint-Pierre

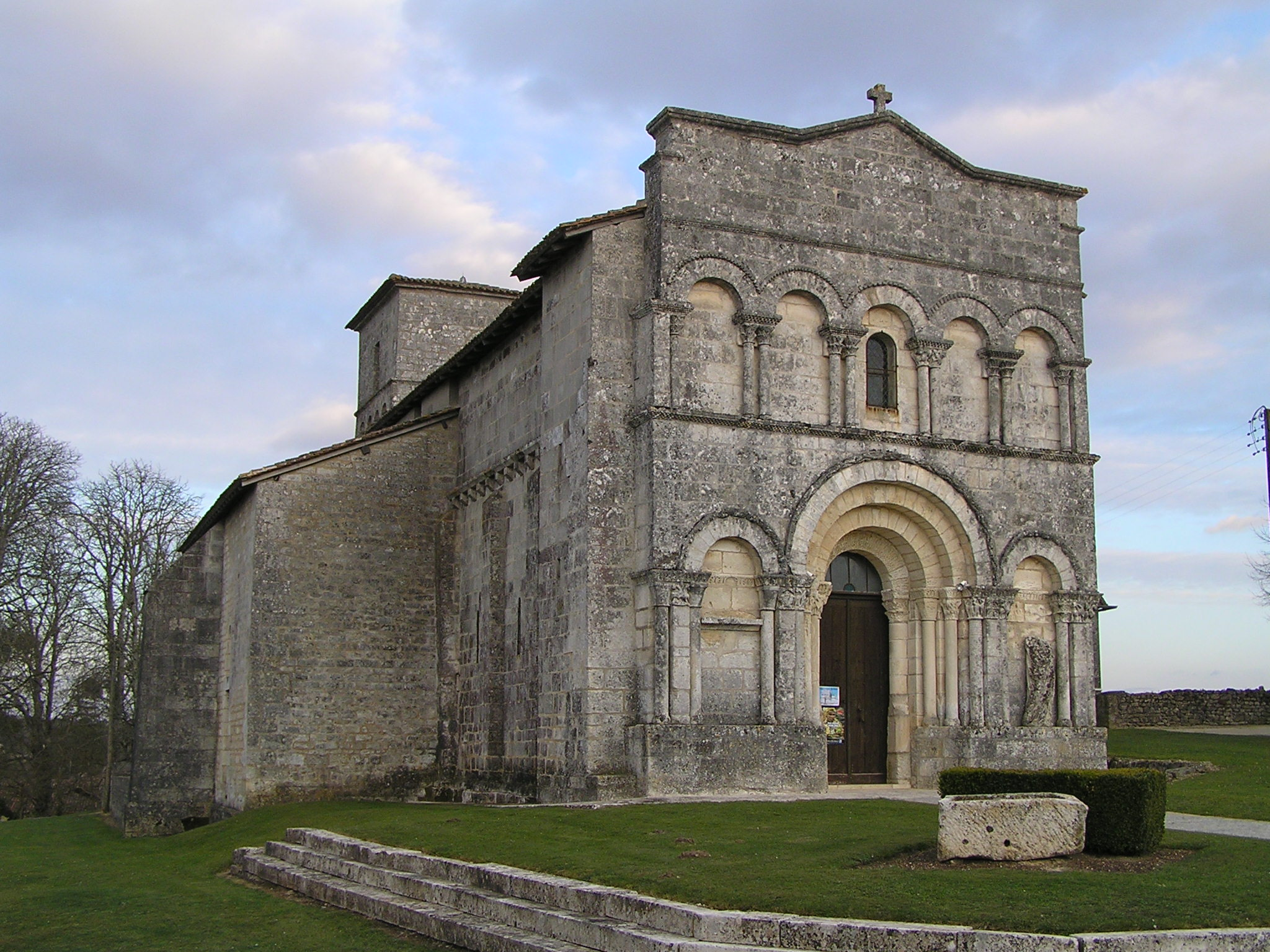
Dirac – Eglise Saint-Martial

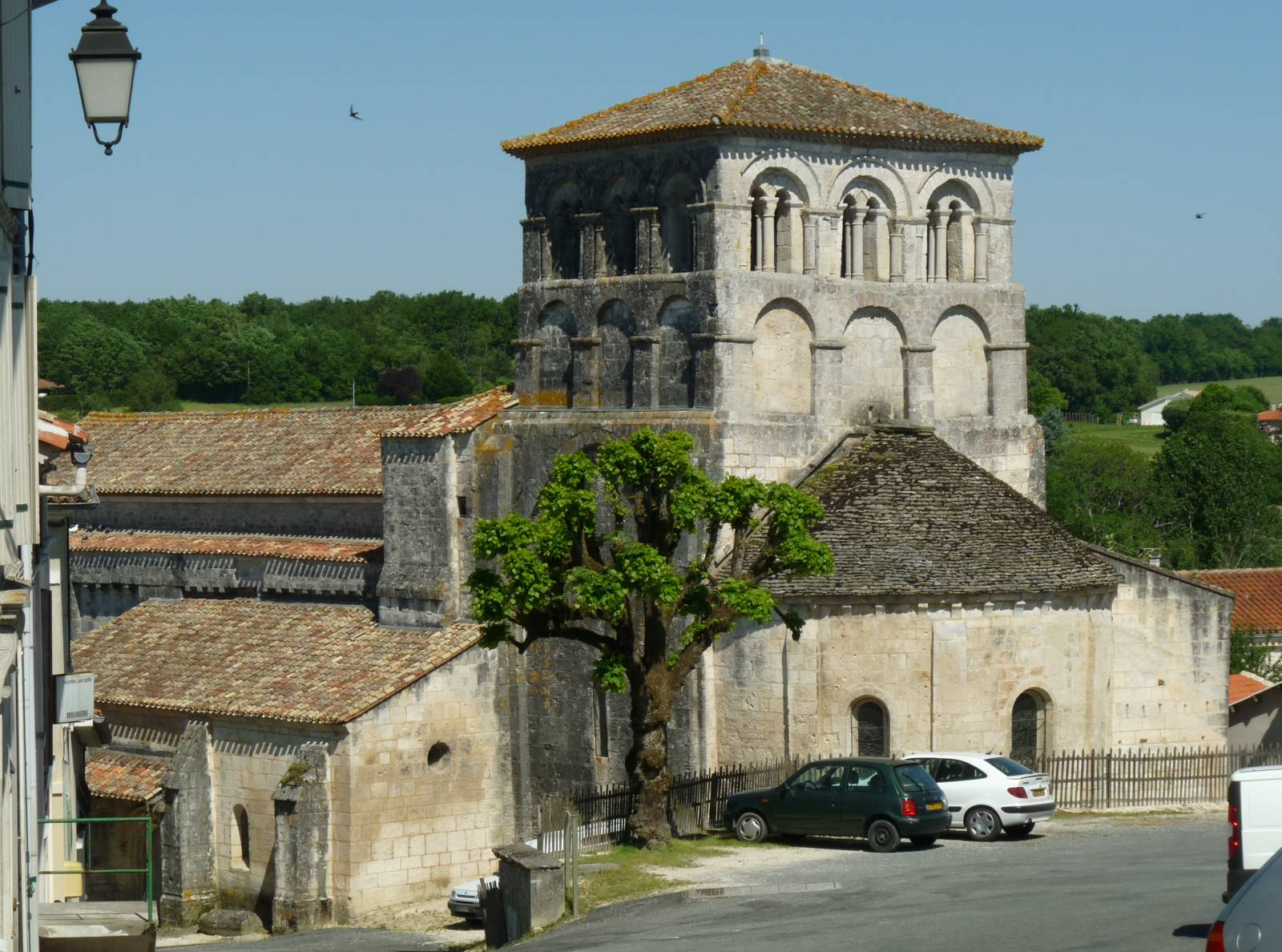
Dignac – Eglise Saint-Cybard

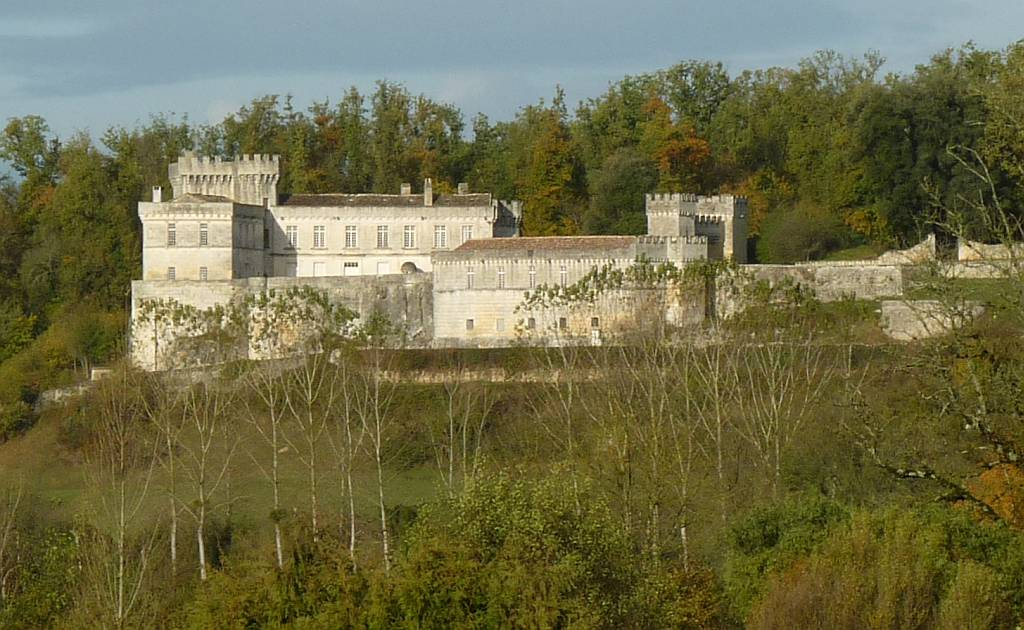
Garat – Château de la Tranchade

Die Communauté de communes de la Vallée de l’Échelle ist ein ehemaliger französischer Gemeindeverband mit der Rechtsform einer Communauté de communes im Département Charente in der Region Nouvelle-Aquitaine. Sie wurde am 31. Dezember 1993 gegründet und umfasste sieben Gemeinden. Der Verwaltungssitz befand sich im Ort Bouëx.

## Historische Entwicklung
Mit Wirkung vom 1. Januar 2017 fusionierte der Gemeindeverband mit
- Communauté d’agglomération du Grand Angoulême (vor 2017),
- Communauté de communes Braconne et Charente sowie
- Communauté de communes Charente Boëme Charraud

und bildete so eine Nachfolgeorganisation unter dem gleichen Namen Communauté d’agglomération du Grand Angoulême. Trotzdem handelt es sich um eine Neugründung mit anderer Rechtspersönlichkeit.

## Ehemalige Mitgliedsgemeinden
1. Bouëx
2. Dignac
3. Dirac
4. Garat
5. Sers
6. Torsac
7. Vouzan

## Geographie

### Lage
Der Gemeindeverband befand sich etwa 10 bis 20 Kilometer südöstlich der Stadt Angoulême in der Kulturlandschaft des Angoumois im Gebiet der Charente. Die Höhenlagen der angeschlossenen Gemeinden bewegten sich zwischen 52 und 223 Metern ü. d. M.

### Landschaft
Das Landschaftsprofil ist leicht gewellt und von Hügeln durchsetzt, auf denen sich viele Dörfer angesiedelt haben. Wälder und Felder bestimmen zu etwa gleichen Teilen das Bild der Landschaft.

### Flüsse
Größere Flüsse gibt es im Gebiet des ehemaligen Kommunalverbandes nicht; kleinere Flüsse sind die Échelle, Charrau, Anguienne u. a., an deren Ufern früher Getreide-, Öl- und Papiermühlen betrieben wurden. Alle Flüsse entwässern über die Charente in den Atlantik.

### Böden
Unterhalb der Humusschicht finden sich meterdicke Kalksteinablagerungen, die darauf verweisen, dass die Charente über lange Zeit den Boden eines vorzeitlichen Meeres bildete.

### Klima
Das gemäßigte Klima der Region ist deutlich vom Atlantik beeinflusst; übermäßige Hitze im Sommer sowie Nachtfröste im Winter sind ausgesprochen selten.

## Bevölkerungsentwicklung
| Jahr      | 1999  | 2006  | 2009  | 2012  |
| Einwohner | 6.975 | 7.406 | 7.773 | 8.032 |

Der Großraum von Angoulême zieht aufgrund seiner positiven wirtschaftlichen Entwicklung schon seit Jahrzehnten Zuwanderer an.

## Wirtschaft
In früheren Zeiten lebte die Bevölkerung im Wesentlichen nach dem Prinzip der Selbstversorgung; lediglich die als religiös-kulturelles sowie als handwerkliches und merkantiles Zentrum fungierende Stadt Angoulême musste mit Getreide, Wein, Fleisch und Gemüse versorgt werden. Bereits im Mittelalter siedelten sich an den Ufern der kleinen Flüsse und Bäche Öl- und Getreidemühlen an, die seit dem ausgehenden Mittelalter durch Papiermühlen ergänzt, teilweise auch ersetzt wurden. Der Betrieb von Steinbrüchen war ein weiteres Standbein der regionalen Wirtschaft. Die Böden der Gemeinden gehören theoretisch zu den Bons Bois des Weinbaugebietes Cognac, doch infolge der Absatzkrise bei Wein und Weinprodukten sowie der zunehmenden Bebauung landwirtschaftlicher Flächen wird im Gemeindeverband nur noch sehr wenig Weinbau betrieben.

## Sehenswürdigkeiten
Die Tierreliefs an einem Felsen (Roc de Sers) in der Umgebung von Sers sind – neben dem Pferdefries von Mouthiers-sur-Boëme – die einzigen künstlerischen Zeugnisse für die Anwesenheit von Menschen in prähistorischer Zeit in der südlichen Charente; die Originale befinden sich jedoch im Musée d’archéologie nationale von Saint-Germain-en-Laye. Nahezu jede Gemeinde hat eine – meist gut erhaltene und als Monument historique eingetragene – romanische Kirche; aus der Ferne beeindrucken auch die in Privatbesitz befindlichen und deshalb nicht zu besichtigenden, aber ebenfalls als monuments historiques anerkannten Schlösser bzw. Burgen (châteaux) von Garat und Dignac.